# Pancalia leuwenhoekella
Pancalia leuwenhoekella ist ein Schmetterling (Nachtfalter) aus der Familie der Prachtfalter (Cosmopterigidae).

## Merkmale
Die Falter erreichen eine Flügelspannweite von 10 bis 12 Millimeter. Der Kopf schimmert bronzebraun und ist violett getönt. Die Fühler schimmern bronzebraun und sind bei den Weibchen nicht verdickt. Ein aus 8 bis 10 Segmenten bestehender subapikaler Abschnitt ist dorsal weiß. Die letzten 5 Fühlersegmente sind bei beiden Geschlechtern bronzebraun. Thorax und Tegulae glänzen bronzebraun und sind leicht violett getönt. Die Vorderflügel glänzen orangebraun und sind unregelmäßig schwarzbraun umrandet. Die Flügelzeichnung besteht aus drei beziehungsweise vier silber- oder goldglänzenden Costal- und Dorsalflecken. Der erste Costalfleck befindet sich bei 1/5 der Vorderflügellänge und verläuft schräg nach innen. Er reicht bis zur Costalfalte. Der zweite Costalfleck befindet sich vor der Flügelmitte und der dritte bei 3/4 der Vorderflügellänge. Letzterer verläuft sehr schräg nach außen und ist in den Fransenschuppen weiß. Der erste Dorsalfleck reicht nicht bis zum Flügelinnenrand und liegt gegenüber dem ersten Costalfleck. Der zweite Dorsalfleck ist klein und liegt schräg gegenüber dem zweiten Costalfleck. Der dritte Dorsalfleck liegt am Analwinkel und verläuft rechtwinklig zum Flügelinnenrand. Der vierte Dorsalfleckt befindet sich teilweise am Flügelaußenrand und zwischen drittem Costalfleck und Apex. Die Hinterflügel glänzen braun und sind bronzefarben getönt.
Bei den Männchen sind die Valven schlank und in der Mitte nach oben gebogen, die linke Valve ist etwas länger und kräftiger als die rechte. Die Valvellae (paarige Platten oberhalb der Juxta) sind schlank, der linke Lappen ist anderthalb mal so lang wie der rechte. Der Aedeagus ist rechtwinklig gekrümmt und hat einen schlauchartigen distalen Teil.
Bei den Weibchen ist das Sterigma breit, flach becherförmig und mit einem stark sklerotisierten Hinterrand versehen. Der Ductus bursae ist lang und weitet sich leicht zum Corpus bursae. Das Corpus bursae ist oval, leicht kammartig und hat große Signa.

### Ähnliche Arten
Pancalia leuwenhoekella unterscheidet sich von ähnlichen europäischen Arten durch die geringere Flügelspannweite, den weißen subapikalen Fühlerabschnitt bei den Männchen, die nicht verdickten Fühler bei den Weibchen und den dritten Dorsalfleck, der rechtwinklig zum Flügelinnenrand verläuft.

## Verbreitung
Pancalia leuwenhoekella ist mit Ausnahme des hohen Nordens in Europa weit verbreitet. Im Osten reicht das Verbreitungsgebiet bis nach Kleinasien, in den Kaukasus und den Südwesten Sibiriens. Im russischen Fernen Osten ist die allopatrische Unterart Pancalia leuwenhoekella mandshuricella heimisch.
Die Art bevorzugt mehr oder weniger offene und trockene Gebiete, insbesondere trockene Wiesen und Hanglagen mit Gebüschen.

## Biologie
Die Raupen entwickeln sich an Rauem Veilchen (Viola hirta), Hunds-Veilchen (Viola canina) und Wildem Stiefmütterchen (Viola tricolor). Sie leben von Juni bis August und minieren in den ersten Stadien in den Blattstielen. Der Raupenkot wird entweder durch ein kleines Loch ausgeworfen, oder er verbleibt im Fraßgang. Später fertigen die Raupen einen aus Seide und Detritus bestehenden durchscheinenden Fraßgang zwischen den Wurzeln der Wirtspflanze an und fressen im Boden an der Rinde des Stängels. Sie verpuppen sich im August in einem festen Kokon aus Seide und Detritus im Boden. Die Falter fliegen von Ende April bis Juni, manchmal auch in einer zweiten Generation von Juli bis August. Sie sind tagaktiv und fliegen zwischen den Wirtspflanzen umher.

## Systematik
Aus der Literatur sind folgende Synonyme bekannt:
- Phalaena Tinea leuwenhoekella Linnaeus, 1761
- Phalaena Tinea leuvenhoekella Linnaeus, 1767
- Phalaena Tinea leuwenhockella [Denis & Schiffermüller], 1775
- Oecophora schmidtella Treitschke, 1833